# Nucleus ventralis posteromedialis
Der Nucleus ventralis posteromedialis (kurz VPM) ist ein wichtiges somatosensorisches Kerngebiet im Thalamus. Er empfängt Fasern vom Lemniscus trigeminalis und vom Tractus trigeminothalamicus dorsalis. Die Zuflüsse sind im Kerngebiet somatotop angeordnet. Seitlich werden die Informationen aus dem Gesicht, weiter nach innen die der Lippen und zur Mitte hin die des Rachens verarbeitet. Die Efferenzen ziehen zusammen mit denen des Nucleus ventralis posterolateralis in der Radiatio thalami und im Hinterhorn der Capsula interna zum somatosensorischen Cortex im Bereich des Gyrus postcentralis und im Operculum parietale.